# Казимир Дера
Казимир Дера (пол. Kazimierz Dera) (7 листопада 1940, Рачин — 16 грудня 1999) — польський вчитель, дипломат та урядовець, генеральний консул ПНР у Києві, заступник міністра національної освіти.

## Життєпис
Закінчив Педагогічний університет в м. Ополе, працював учителем фізики в школі для важких дітей. Він також керував аптекою зі своєю дружиною. У 1979—1983 роках був генеральним консулом ПНР у Києві. Після повернення до Польщі він був працевлаштований у Міністерстві народної освіти на посаді директора департаменту з питань людських ресурсів (1983—1991). Також був заступником держсекретаря в Міністерстві національної освіти (1993—1997).
У 1993—1995 рр. він працював у комітеті по організації гміни Ізабелін, створеної в 1995 році.
16 грудня 1999 року помер. Похований у родинній могилі на муніципальному кладовищі в Лясках.